# Rebreather

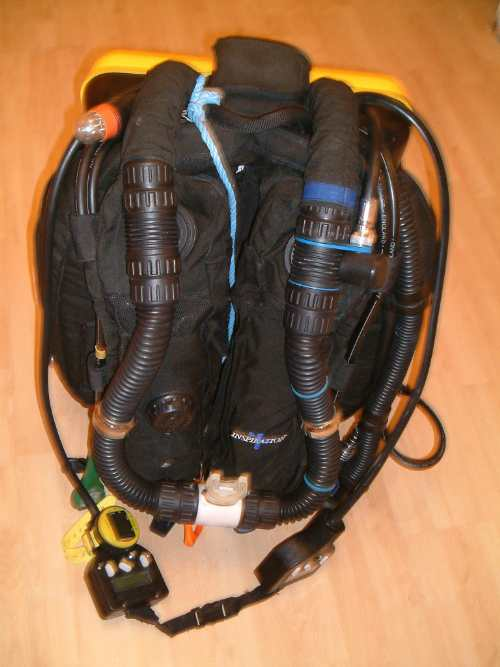
Frontaal zicht op een rebreather

Een rebreather, letterlijk een “herinademer” is een apparaat dat door duikers wordt gebruikt om onder water te kunnen ademen waarbij de rebreather ervoor zorgt dat de uitgeademde lucht (deels) hergebruikt wordt.

## Werking
Een duiker gebruikt ongeveer 1 liter zuurstof per minuut. Aan de oppervlakte komt dat neer op 4 à 5% van in de ingeademde lucht. Hij ademt lucht in, bestaande uit 79% stikstof en 21% zuurstof, en ademt 79% stikstof, 5% koolstofdioxide en nog steeds 16% zuurstof uit. Een rebreather filtert de koolstofdioxide uit het in te ademen gas door middel van een scrubber. Deze is gevuld met korrels die de koolstofdioxide absorberen, waarbij onder andere warmte en water vrijkomen. De scrubber bestaat doorgaans uit de volgende stoffen:
- Calciumhydroxide (75%)
- Water (20%)
- Natriumhydroxide (3%)
- Kaliumhydroxide (1%)

Vroeger werden ook andere scrubbers gebruikt, gebaseerd op onder andere bariumhydroxide, natriumperoxide, natriumsuperoxide of kaliumsuperoxide.

## Verschillende systemen
Er zijn meerdere soorten rebreathers. De belangrijkste zijn de halfgesloten (Semi Closed Rebreather, SCR) en de volledig gesloten rebreather (Closed Circuit Rebreather: CCR). Ook bestaan er nog medische rebreathers die vaak volledig gesloten zijn en worden gebruikt om een patiënt met een kleine voorraad zuurstof langere tijd te kunnen behandelen. Met een medische rebreather kan niet gedoken worden.

## Voordelen
De bekendste voordelen ten opzichte van het ademluchttoestel zijn: geen bellen (handig voor fotografen, biologen, soldaten en wrakduikers), langere duiktijden, kortere decompressietijden, warm ademgas (dat komt door de chemische reactie van de scrubber), kleine flesjes (minder slepen met spullen) en stabiliteit (handig voor fotografen). Maar wellicht is het belangrijkste voor de duiker dat hij tijd koopt. Onafhankelijk van de diepte heeft de duiker beschikking over 3 tot 6 uur ademgas. De duiktijd wordt echter bepaald door de gebruiksduur van de scrubber en de hoeveelheid bail-outgas (gas dat kan worden ingeademd als de rebreather niet goed werkt) die de duiker kan meenemen.

## Nadelen
Duiken met rebreathers vraagt om discipline en zorg. Het is belangrijk om de juiste werking van het systeem vóór iedere duik vast te stellen. Er is een reeks van testen die moeten uitwijzen of het systeem gesloten is, er voldoende O2 in het circuit aanwezig is, de elektronica naar behoren werkt, de scrubber niet is uitgeput, etc. Omdat men in- en uitademt in plastic zakken blijven er in de longen van het CC (Closed Circuit: gesloten ademsysteem) nogal wat ongenode gasten (bacteriën) achter. Regelmatig moet het systeem daarom goed gereinigd en ontsmet worden. Het drijfvermogen met CC is anders dan met OC (Open Circuit: uitgeademde gassen komen in het water): uittrimmen op de longen is niet meer mogelijk. Dat lijkt een simpel verschil met OC, maar de praktijk is anders. Met CC moet men opnieuw leren duiken. Om een beetje vertrouwd te raken met CC-apparatuur en de verschillende procedures moet men toch al snel een twintigtal keer duiken. Voor CCR geldt dat er ingewikkelde bail-outscenario’s moeten worden berekend in het geval dat de rebreather onderwater niet meer functioneert. Hiervoor moet dan ook weer geoefend worden.